# Rétro (style)
 (octobre 2011).
Si vous disposez d'ouvrages ou d'articles de référence ou si vous connaissez des sites web de qualité traitant du thème abordé ici, merci de compléter l'article en donnant les références utiles à sa vérifiabilité et en les liant à la section « Notes et références ».
 (octobre 2011).

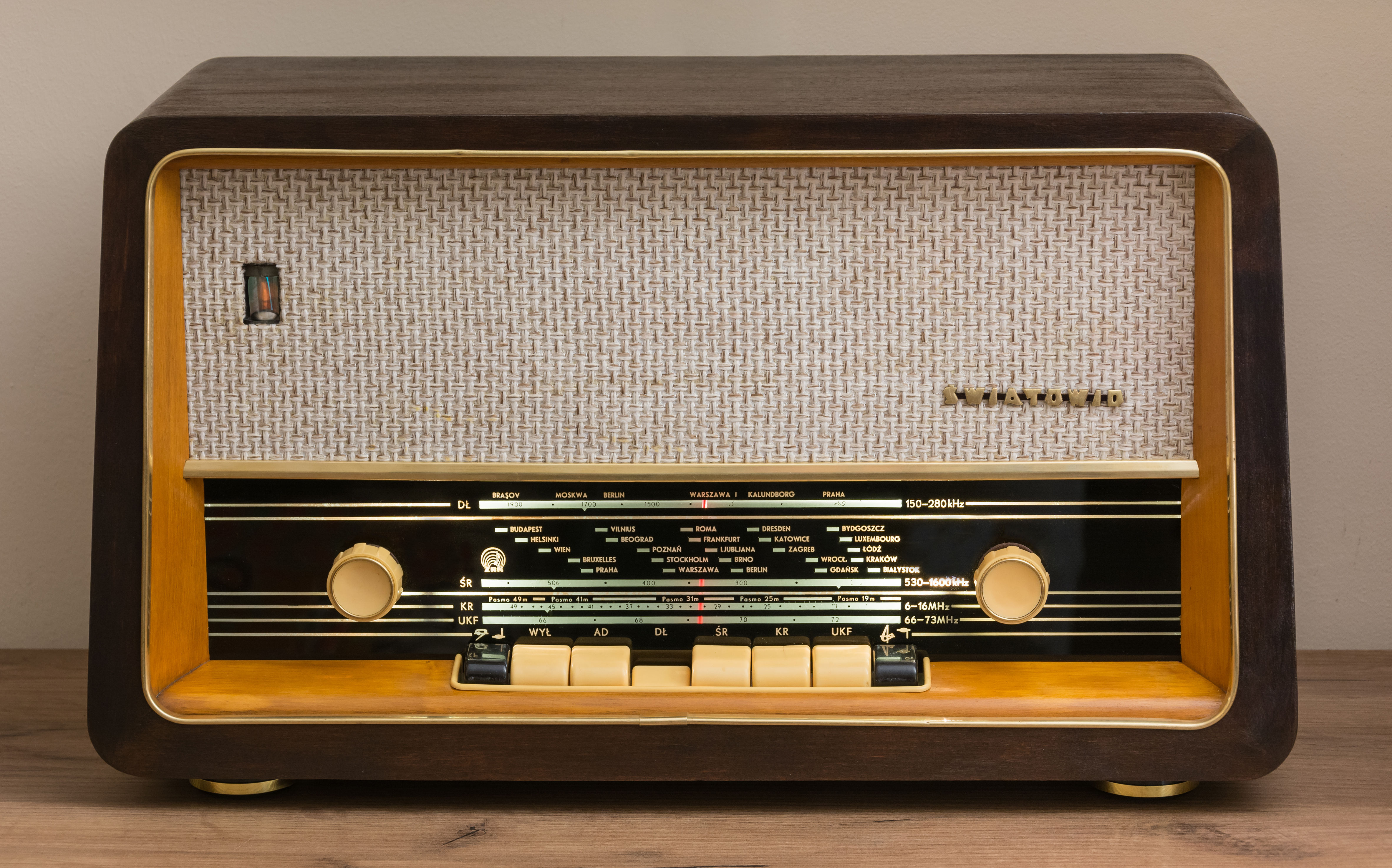
Poste de radio rétro (1964).

Le terme rétro peut désigner un courant culturel désuet ou bien un style des années 1920 à 1960, une tendance ou une mode du passé. L'utilisation d'une iconographie « rétro » se retrouve par exemple dans l'art post-moderne, la publicité et les médias de masse ainsi qu'une idéalisation du passé.

## Les mouvements qualifiés de "rétro"
- Art rétro : Mouvement proche du pop art développé dans les années 1940 et 1950. Ralf Metzenmacher est considéré comme un des pionniers de ce mouvement.
- Rétro erotica : Photographie reprenant le style des pinups antérieurs aux années 1970.
- Rétro-film : Film ancien ou symbolisant une liberté ou bien une thématique sociale comme Les Aventures de Rabbi Jacob de 1973, Un fauteuil pour deux (1983), l'année suivante Tendres Années (film, 1984) et The Breakfast Club de 1985.
- Retrogaming : Activité consistant à jouer et à collectionner des jeux vidéo anciens , principalement datant des années 1980 et 1990.
- Mode Rétro : mode qui consiste à porter des classiques du passé, parfois mis en opposition avec des vêtements contemporains.
- Musique rétro : Genre musical électronique des années 1990 et des années 1910 à 1950 environ en Amérique avec Thriller (chanson) de Michael Jackson, Pink Floyd en Angleterre ou bien aussi Daniel Balavoine en France.
- Rétro sport : Tendance consistant à porter les vêtements de sport typiques des années 1970 et 80. Des grandes marques de vêtements de sport comme Adidas, Puma ou Nike possèdent une collection dédiée au vêtements de sport rétro.
- Rétro-télé : aimer revoir de veilles émissions cultes et humoristiques des années 1970-1980 avec Coluche, Thierry Le Luron et Pierre Desproges.